# Demonstrationen für die Schließung aller Schlachthäuser
Die Demonstrationen für die Schließung aller Schlachthäuser (englisch March to close all slaughterhouses, französisch Marche pour la fermeture des abattoirs) sind eine jährlich wiederkehrende internationale Reihe von Protestveranstaltungen. Ziel der Demonstrationen ist die Beendigung des Züchtens und Schlachtens von Tieren, einschließlich der Abschaffung der Fischerei. Die Demonstrationen fordern damit die Anerkennung von Tierrechten. Zusätzlich werden ökologische Gründe gegen die Nutztierhaltung angeführt.

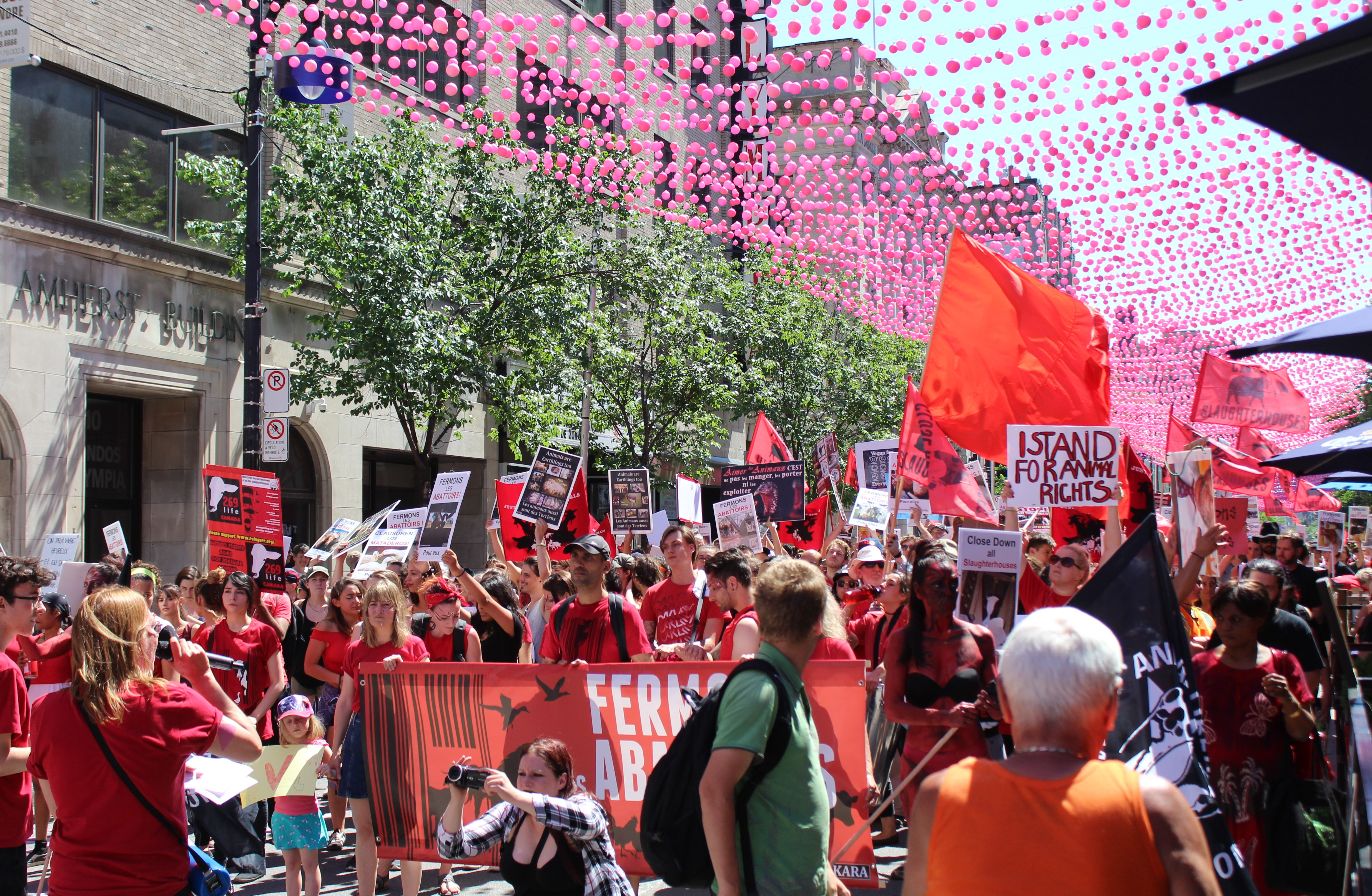
March to close all Slaughterhouses Montréal 2016

## Ursprung und weltweite Entwicklung
Die ersten Märsche für die Schließung aller Schlachthäuser fanden 2012 in Frankreich statt.
In den Folgejahren wuchs die Zahl teilnehmender Länder und Städte. 2018 beteiligten sich rund 40 Städte in Ländern wie Kanada, Australien, Argentinien und Japan.
Demonstrationen in Deutschland

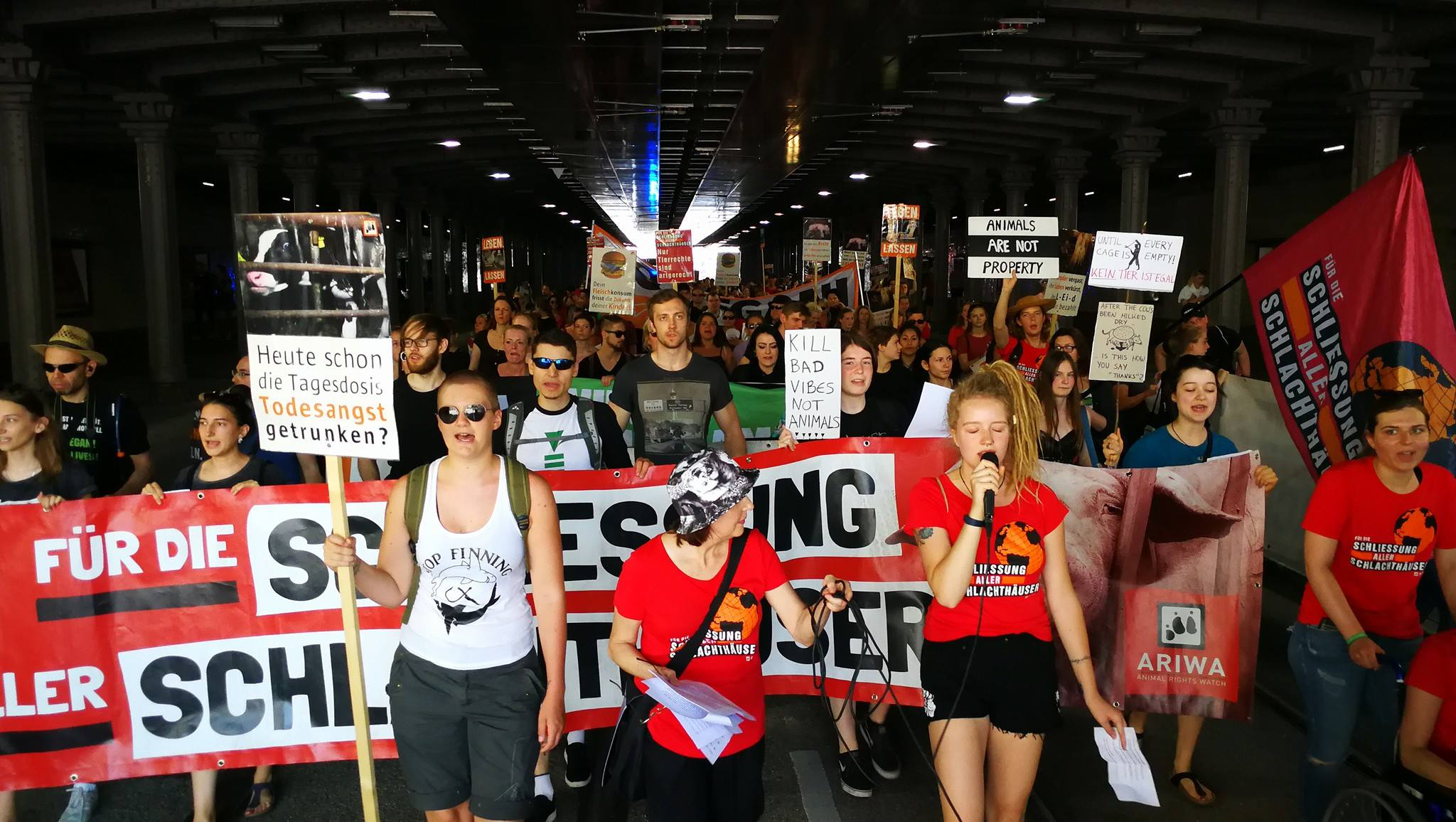
Hannover für die Schließung aller Schlachthäuser 2018

In Deutschland werden die Demonstrationen für die Schließung aller Schlachthäuser maßgeblich von Animal Rights Watch veranstaltet und fanden unter anderem schon in Bielefeld, Chemnitz, Göttingen, Hamburg, Hannover, Kassel, Mannheim, München und Münster statt.
Demonstrationen in der Schweiz

In der Schweiz wurde die Demonstration für die Schließung aller Schlachthäuser von der Tierrechtsorganisation Tier im Fokus ab 2014 in Bern veranstaltet.

## Forderungen
Die Demonstrationen richten sich sowohl an die Politik, als auch an Verbraucher. Zu den Appellen an die Politik gehören Änderungen im Bildungsbereich, ein Verbot der Werbung für Tierprodukte und Veränderungen von Subventionen zugunsten pflanzlicher Lebensmittel und des bioveganen Landbaus. Schädliche Auswirkungen der Tierindustrie sollen in der Umweltpolitik größere Berücksichtigung finden. Die Beendigung der Zucht von Tieren soll schließlich auch die kategorische Schließung der Schlachthäuser ermöglichen. Abseits der politischen Ebene werden alle Menschen zu einer veganen Lebensweise aufgerufen.